# دي. أو. كويك
دي. أو. كويك هو سياسي أمريكي، ولد في 27 أغسطس 1829 في إنديانا في الولايات المتحدة، وتوفي في 1 ديسمبر 1910 في أوريغون في الولايات المتحدة. نشط حزبياً في الحزب الجمهوري. وقد انتخب عضو مجلس نواب أوريغون ‏.